# Eutrof

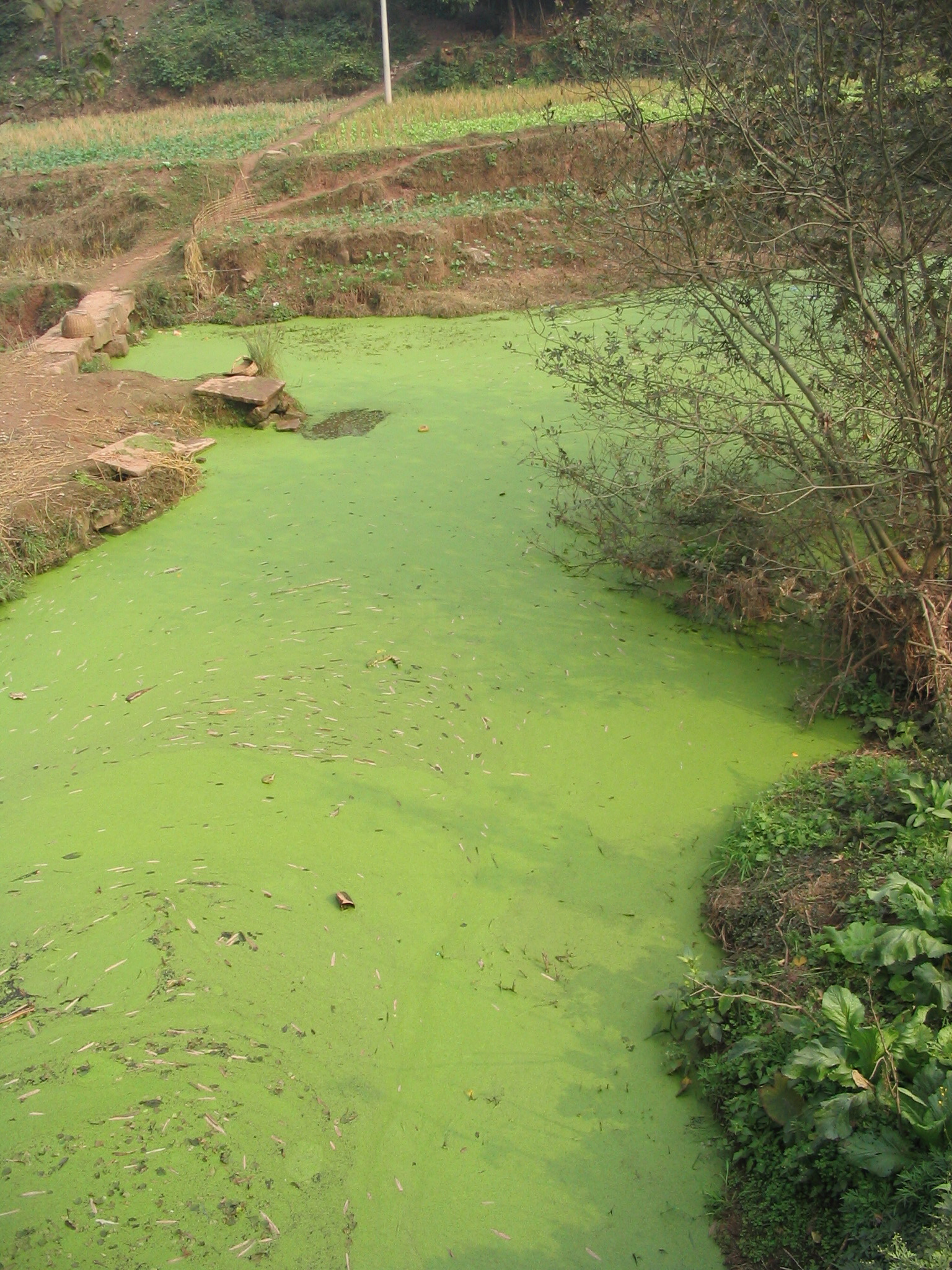
Eutrof algblomning nära Chengdu, Sichuan, Kina.

Eutrof (grek eu= väl, god, äkta. och trophikos (τροφικός), matning) betyder näringsrik. Eutrofa sjöar är således näringsrika; de karakteriseras av neutralt eller svagt basiskt pH-värde och riklig växtlighet av till exempel bladvass och gul näckros på grund av brunjord eller åkermarker omkring som orsakar ett tillskott av närsalter och kalk. 
Mesotrof betecknar "måttligt näringsrik" beträffande sjöar och myrar. Faktorer som påverkar är bland annat huruvida sjön är rik eller fattig på fosfor och humusämnen. Även siktdjup är en parameter som vägs in.[källa behövs]